# Omar Rowe
Omar Reiss Rowe (30 oktober 1994) is een Engels voetballer die als vleugelspeler speelt. Hij stroomde in 2013 door vanuit de jeugd van Southampton.

## Clubcarrière
Rowe komt uit de jeugdcademie van Southampton. Op 1 juli 2013 tekende hij zijn eerste profcontract. Hij debuteerde voor Southampton op 27 augustus 2013 in de tweede ronde van de League Cup tegen Barnsley. Hij was even voor het einde van de wedstrijd tweemaal dicht bij een doelpunt. Op 24 september 2013 mocht hij opnieuw invallen in de volgende ronde van de League Cup tegen Bristol City.
1 McCarthy ·
2 Walker-Peters ·
3 Manning ·
4 Downes ·
5 Stephens ·
6 Harwood-Bellis ·
7 Aribo ·
8 Smallbone ·
9 Armstrong ·
10 Lallana ·
11 Stewart ·
12 Edwards ·
13 Lumley ·
14 Bree ·
15 Wood ·
16 Sugawara ·
17 Brereton Díaz ·
18 Fernandes ·
19 Archer ·
20 Sulemana ·
21 Taylor ·
22 Alcaraz ·
23 Edozie ·
24 Charles ·
26 Ugochukwu ·
27 Amo-Ameyaw ·
28 Larios ·
31 Bazunu ·
32 Onuachu ·
33 Dibling ·
35 Bednarek ·
37 Bella-Kotchap ·
Coach: Martin